# 彼女たちの革命前夜
『彼女たちの革命前夜』（かのじょたちのかくめいぜんや、原題：Misbehaviour）は、2020年制作のイギリスのコメディドラマ映画。
ミス・ユニバース、ミス・インターナショナルと並ぶ世界3大ミスコンテストの1つミス・ワールドの1970年ロンドン大会で実際に起こった女性解放運動家による妨害騒動の映画化。フィリッパ・ロウソープ監督、ギャビー・チャッペとレベッカ・フレイン脚本、キーラ・ナイトレイ主演。

## あらすじ
1970年、ロンドンではミス・ワールドの大会が開催に向けて準備が進められ、世界各国から出場者が続々と集結していた。
そんな中、大学生のサリーは女性解放運動の活動家ジョーと出会う。ジョーの所属する団体は女性をモノのように品定めをするミスコンテストに反感を覚え、来たるミス・ワールド大会の開催を阻止しようと計画していた。そして開催当日、ジョーたちは実力行使に出る。

## キャスト
- サリー・アレクサンダー：キーラ・ナイトレイ
- ジェニファー・ホステン：ググ・バサ＝ロー
- ジョー・ロビンソン：ジェシー・バックリー
- ジュリア・モーリー：キーリー・ホーズ
- ドロレス・ホープ：レスリー・マンヴィル
- エリック・モーリー：リス・エヴァンス
- エヴリン・アレクサンダー：フィリス・ローガン
- スキ・ウォーターハウス
- エマ・コリン
- ボブ・ホープ：グレッグ・キニア